# Skylines (film)
Skylines  (cunocut și ca Skyline 3 și stilizat ca SKYLIN3S) este un film științifico-fantastic regizat de Liam O'Donnell[*] după un scenariu de Liam O'Donnell. În rolurile principale au interpretat actorii Lindsey Morgan și Jonathan Howard. Este a treia parte a trilogiei Skyline, o continuare a Beyond Skyline (2017). On Metacritic, the film has a weighted average score of 46 out of 100, based on 4 critics, indicating "mixed or average reviews".
A fost produs de studiourile M45 Productions, Hydraulx și Gifflar Films Limited și a avut premiera la London FrightFest Film Festival la 25 octombrie 2020, fiind distribuit de Vertical Entertainment. Coloana sonoră a fost compusă de Ram Khatabakhsh. 

## Distribuție
Au interpretat actorii:
- Lindsey Morgan - Rose Corley
- Jonathan Howard - Leon
- Daniel Bernhardt - Owens
- Rhona Mitra - Dr. Mal
- James Cosmo - Grant
- Alexander Siddig - General Radford
- Yayan Ruhian - Huana
- Ieva Andrejevaite - Alexi
- Samantha Jean - Elaine
- Jeremy Fitzgerald - Trent Corley
- Giedre Mockeliunaite - Izzy
- Cha-Lee Yoon - Zhi
- Phong Giang - the Matriarch
- Naomi Tankel - Kate